# Podauchenius longipes
Podauchenius longipes is een hooiwagen uit de familie Assamiidae.